# Agent Hugo: RoboRumble
Agent Hugo: RoboRumble è un videogioco d'azione pubblicato da ITE Media nel 2006, diretto seguito di Agent Hugo, reboot degli originali titoli di Hugo. Venne sviluppato da ITE Media stessa per le piattaforme Microsoft Windows e PlayStation 2, mentre la versione per Game Boy Advance è prodotta da Program-Ace.

## Trama
Il signore dei robot, Geekdorph, ha escogitato un piano insidioso per conquistare l'intero pianeta Terra. Sogna una nuova era in cui i robot governeranno e schiavizzeranno gli umani. Per metterlo in atto, Geekdorph radunò un enorme esercito di robot, che lanciò un attacco massiccio alla città di Aquapolis. I poveri abitanti furono colti di sorpresa e per questo non riuscirono a resistere all'invasione. Per liberare la città e impedire l'instaurazione del giogo di Geekdorph, l'agenzia segreta R.I.S.K. (Risky Intelligent Spy Knights) ha inviato il suo miglior agente, Hugo.

## Modalità di gioco
Agent Hugo: RoboRumble abbandona totalmente la giocabilità del precedessore. Il giocatore controlla l'Agente Hugo che, a bordo del suo hoverboard di ultima generazione TEX 2000, attraversa dieci unici livelli ambientati in Egitto, ad Aquapolis e nello spazio. Questi livelli sono strutturati in dei circuiti da un diverso numero di giri, ove nei quali vengono guadagnati punti raccogliendo i bonus disseminati, eseguendo varie acrobazie e soprattutto distruggendo i robot nemici. Essi possono venire annientati attivando il campo di forza, sparando laser o lanciando missili e bombe intelligenti.
Ognuno dei primi nove livelli di gioco prevede una differente tipologia di sfida: "Time Run", una corsa contro il tempo lungo la pista; "Destroy All Robots", dove bisogna eliminare un numero prestabilito di nemici, e "Point Collect", nel quale si deve superare un prerequisito espresso in punteggio. Infine, nel decimo e ultimo livello l'Agente Hugo dovrà affrontare il malvagio Geekdorph.

## Accoglienza
Ci sono solo due recensioni presenti sul Web riguardo ad Agent Hugo: RoboRumble, ambedue negativi. Il sito Gamesector.dk diede un 3/10, definendolo un gioco senza alcuno scopo, troppo poco vario e avvincente. Jeuxvideo.com ha assegnato al titolo un 4/20, stroncandolo definitivamente citando il gameplay poco interessante e una produzione disastrosa.